# Escuts i banderes de la Marina Baixa
Els escuts i banderes de la Marina Baixa són els símbols representatius dels municipis i entitats de població del País Valencià que integren la comarca de la Marina Baixa. En aquest article s'inclouen els símbols locals de la comarca aprovats, modificats o rehabilitats per la Generalitat Valenciana o per l'Estat abans de la transferència de competències, així com els que són usats pels respectius ajuntaments tot i no ser oficials.

## Escuts oficials

Escut de l'Alfàs del Pi Aprovat el 16 de juny de 1965.
Escut de Beniardà Aprovat el 4 de novembre de 1999.
Escut de Benifato Aprovat el 2 de juliol de 2003.
Escut de Benimantell Aprovat el 2 de juliol de 2003.
Escut de Bolulla Aprovat el 22 de desembre de 1999.
Escut de Callosa d'en Sarrià Aprovat el 24 de gener de 1990.
Escut del Castell de Guadalest Aprovat el 30 de setembre de 1994.
Escut de la Nucia Aprovat el 21 de desembre de 1977.
Escut de Relleu Aprovat el 20 de gener de 2006.
Escut de Sella Aprovat el 3 d'octubre de 1980.
Escut de Tàrbena Aprovat el 31 de maig de 1999.
Escut de la Vila Joiosa Rehabilitat el 30 d'octubre de 1976.[13] Modificat l'11 de setembre de 2023.

## Emblemes oficials

Emblema de la Vila Joiosa Aprovat el 17 de març de 2022.

## Escuts sense oficialitzar

Escut d'Altea
Escut de Benidorm
Escut de Confrides
Escut de Finestrat
Escut d'Orxeta
Escut de Polop

## Banderes oficials

Escut de Bolulla Aprovada el 18 de gener de 2016.
Bandera del Castell de Guadalest Aprovada el 20 de febrer de 2004.
Bandera de Relleu Aprovada el 22 de juny de 2007.
Bandera de la Vila Joiosa Aprovada el 6 d'agost de 2024.

## Banderes sense oficialitzar

Bandera d'Altea
Bandera de la Nucia